# Faro Isla Mason
El Faro Isla Mason es un faro perteneciente a la red de faros de Chile, en los fiordos de la Región de Magallanes.